# University of South Carolina Press
L'University of South Carolina Press (en français la maison d'édition de l'Université de Caroline du Sud ou encore USC Press), fondé en 1944, est une maison d'édition universitaire qui fait partie de l'Université de Caroline du Sud. 